# Karélianite
La karélianite ou karelianite est un minéral rare de la famille des oxydes de vanadium, de formule chimique V3+2O3. Elle se présente sous forme de grains prismatiques ou anédriques à subédriques noirs, de grande dureté (8-9 sur l'échelle de Mohs).
Découverte en 1953 dans des blocs rocheux du gisement d'Outokumpu en Finlande et décrite en 1963 par Long et al., elle a été nommée d'après la ceinture de schiste de Carélie dont elle est issue. L'IMA lui attribue le symbole Kar.
De structure cristalline trigonale, la karélianite est isomorphe avec le corindon et membre du groupe de l'hématite avec le corindon, l'eskolaïte, l'hématite, la tistarite.
Sans danger chimique direct, elle est signalée irritante pour les yeux du fait de la petite taille de ses cristaux et de sa dureté.

## Classification
La karélianite est recensée dans la classification de Strunz comme oxyde métallique où le rapport métal/oxygène est de 2:3, 3:5, et approchants, avec cations de taille moyenne.
Dans la classification de Dana, on la trouve dans la catégorie des oxydes simple, de structure A2X3.

## Chimie et formation
Oxyde de vanadium pur, la karélianite a une masse molaire de 149,88 g/mol et forme une série chimique avec l'eskolaïte, minéral membre comme elle du groupe de l'hématite.
| Composition | Composition |
| ----------- | ----------- |
| Vanadium    | 67,98 %     |
| Oxygène     | 32,02 %     |

Elle s'est formée par altération ou métamorphisme importants de minéraux déposés par des fluides hydrothermaux riches en métaux (mode paragénétique 33).
Cela a pu se faire dès l'initiation de la tectonique des plaques à partir de 3,5-2,5 milliards d'années (stade 5) par métamorphisme régional associé à l'enfouissement, à l'altération et au soulèvement d'épaisses accumulations de sédiments, de roches volcaniques et de roches ignées intrusives (faciès des schistes verts, des amphibolites et des granulites) selon le mode 40.
La karélianite a pu aussi se former plus récemment au stade 10a lors d'une oxygénation néoprotérozoïque, donc d'origine biotique, il y a 360 millions d'années, lors de l'apparition des minéraux de charbon et/ou de schistes bitumineux.

## Optique et structure
Selon les données optiques, elle est uniaxe et d'une forte anisotropie en lumière réfléchie, montrant un éventail de brun rougeâtre à gris. Toujours en lumière réfléchie, elle a une faible biréflectance et sa couleur est gris olive brunâtre.
|                                      |  |                |
| Structure cristalline vue de l'axe a |  | Vue de l'axe b |

|                |  |                                                    |
| Vue de l'axe c |  | Vue selon l'alignement cristallographique standard |

La karélianite cristallise dans le système trigonal qui est unique en ce qu'il repose sur deux réseaux de Bravais distincts : l'hexagonal et le rhomboédrique. Les paramètres cristallins de ces réseaux sont différents, avec des angles spécifiques. Sa classe cristalline est identifiée comme 3m (3 2/m) - hexagonal scalénoédrique pour le groupe d'espace R3c.

## Gîtologie et gisements
L’environnement du minéral est riche en sulfures de blocs glaciaires dérivés de roches métamorphiques de haut degré.
Le gisement d'Outokumpu, situé dans la ceinture de schistes caréliens, repose principalement sur des micaschistes, des quartzites et des schistes noirs. Le minerai d'Outokumpu est situé dans une zone de perturbation tectonique de la quartzite, ce qui signifie que la roche encaissante est également constituée de quartzite. Ce sont donc des roches métamorphiques de haut degré.
La karélianite y est associée à la chalcopyrite, le graphite, la pyrite, la pyrrhotite, le quartz, la titanite et la trémolite.
La base de données minéralogique Mindat.org recense en 2025, 23 gisements dans le monde. La plupart en Eurasie dont 5 en Finlande et en Russie voisine. Elle n'est pas présente dans le sous-sol français.